# Opel 14PS
La 14PS era una piccola famiglia di autovetture di fascia alta prodotta dalla Casa automobilistica tedesca Opel dal 1904 al 1908.

## Profilo e storia
Tale famiglia di autovetture, composta da due modelli, sancisce l'esordio della Casa di Rüsselsheim nel settore delle auto di fascia alta, assieme agli altri due modelli di tale fascia, ossia la 16/18 PS e la 14/20 PS. A differenza di questi ultimi, però, che erano di livello più elevato e tendevano ad avvicinarsi alle fasce di lusso, i due modelli della famiglia 14PS costituivano una sorta di "entry level" della fascia alta della gamma Opel a metà degli anni '900. In ogni caso, le due famiglie di vetture di fascia alta furono lanciate entrambe nel 1904 ed andavano ad inserirsi, chi con un obiettivo, chi con l'altro, tra le più economiche vetture della famiglia 12PS e le più lussuose 20/22 PS.

I modelli della famiglia 14PS erano due, e condividevano il telaio proprio con le più economiche vetture della famiglia 12PS, risultando quindi una sorta di "sorelle maggiori" di queste ultime.

### La 12/14 PS
La prima vettura della famiglia 14PS è stata la 12/14 PS, lanciata nel 1904. Tale vettura era all'incirca delle stesse dimensioni delle Opel 12PS contemporanee, poiché manteneva lo stesso telaio da 2.15 m di passo. Anche il motore derivava dal bicilindrico da 1.9 litri montato sulle 12PS, ma era stato sottoposto ad un processo di rialesatura (il diametro dei cilindri è stato aumentato da 100 a 105 mm), in maniera tale da raggiungere i 2078 cm³. Tale motore, raffreddato ad acqua e dotato di distribuzione a valvole automatiche, era provvisto anche di un nuovo sistema di lubrificazione, non più manuale, ma automatico. La potenza massima era di 14 CV a 1400 giri/min.

La trasmissione era ad albero cardanico: su di essa agiva il freno a pedale. Il cambio era a tre marce.

Il telaio era una struttura di acciaio chiusa sul lato inferiore con una lamiera sempre in acciaio che conferiva al telaio stesso la funzione di piano su cui fissare più agevolmente le varie parti di carrozzeria, comandi, abitacolo, motore, ecc. Tale soluzione fu sperimentata con successo anche sulle più economiche 8/9 PS di fascia medio-bassa. Le sospensioni riprendevano lo schema tipico di quasi tutte le vetture di quegli anni, ossia assale rigido e balestre semiellittiche su entrambi gli assi.

La 12/14 PS raggiungeva una velocità massima di 55 km/h, ed era disponibile come double-phaeton, come tonneau o con un particolare allestimento da vettura per compiti di servizio pubblico.

Fu tolta di produzione nel 1908. Il suo posto sarebbe stato ripreso tre anni dopo dalla 8/20 PS, la quale avrebbe ripreso l'eredità anche della più economica 8/16 PS.

### La 14 PS
Ma nello stesso periodo in cui fu lanciata la 12/14 PS, la Opel introdusse anche la 14PS, una vettura di cilindrata leggermente superiore e nata da un progetto acquisito dalla francese Darracq.

Il telaio era lo stesso della 12/14 PS, ed anche il motore era derivato da quest'ultima, essendo stato ottenuto da un'ulteriore operazione di rialesatura che portò il diametro dei cilindri a 112 mm e la cilindrata a 2365 cm³. La potenza massima rimase inalterata, ma stavolta era raggiungibile a 1600 giri/min. Altra differenza stava nel sistema di lubrificazione più semplice, di tipo manuale.

Per il resto, sia la meccanica che il telaio riprendevano quanto già visto sulla 12/14 PS.

Le prestazioni erano però inferiori, a dispetto della cilindrata superiore e la velocità massima era compresa tra i 45 ed i 50 km/h.

La 14 PS fu tolta di produzione nel 1906.